# Bort Koelewijn
Bort Koelewijn (Bunschoten, 4 februari 1954) is een Nederlands ambtenaar en bestuurder. Hij is lid van de ChristenUnie. Hij was burgemeester van Liesveld (1999-2004), Rijssen-Holten (2004-2009) en Kampen (2009-2021).

## Opleiding en ambtelijke loopbaan
Koelewijn groeide op op een boerderij in de buurt van Bunschoten. Hij ging naar de mulo in Bunschoten en begon op zijn zeventiende als leerling-ambtenaar op het gemeentehuis van Bunschoten. In de avonduren ging hij naar de Bestuursschool Utrecht. Daar volgde hij de opleidingen gemeenteadministratie I en II.
Daarna studeerde hij staats- en bestuursrecht en algemene sociale wetenschappen aan de Universiteit Utrecht. In de jaren '70 en '80 bekleedde hij diverse beleids- en managementfuncties bij de gemeente Bunschoten. Hij was gemeentesecretaris van Bunschoten en later van De Bilt. Daarnaast was hij in de avonduren docent op de Bestuursschool Utrecht.

## Burgemeesterschap
Koelewijn werd op 1 december 1999 burgemeester van Liesveld. Op 1 maart 2004 werd hij burgemeester van Rijssen-Holten. Van 1 oktober 2009 tot 1 oktober 2021 was hij burgemeester van Kampen. Koelewijn kwam in 2017 in het nieuws toen hij in zijn gemeente een avondklok wilde instellen voor asielzoekers uit een naburig asielzoekerscentrum. Van 2 september 2024 tot 13 mei 2025 was hij waarnemend burgemeester van Bunschoten.

## Nevenfuncties
Na het burgemeesterschap begon Koelewijn een deeltijdstudie pastoraal werk om zijn liefde voor de theologie, filosofie en sociale wetenschappen te combineren met de praktijk. Hij hoopt hiermee wat voor de maatschappij te kunnen betekenen. Hij is voorzitter van de kerkenraad van de Immanuelkerk (NGK) in Bunschoten en sinds 1 januari 2024 voorzitter van de ANBO-PCOB in Bunschoten. Tevens heeft hij zitting in een stuurgroep Huisvesting en Zorg; samen met gemeente, Rabobank, verpleeghuisdirectie en ontwerpers onderzoekt hij oplossingen voor het groeiend aantal ouderen en afnemend aantal verzorgenden.

## Onderscheidingen
- Ereburger van Kampen (2021).[12]
- Ridder in de Orde van Oranje Nassau (2021).[12]

## Persoonlijk
Koelewijn heeft samen met zijn vrouw vijf kinderen. Hij is lid van de Nederlandse Gereformeerde Kerken (NGK). In 2021 is hij teruggekeerd naar Bunschoten.